# Awtowelo

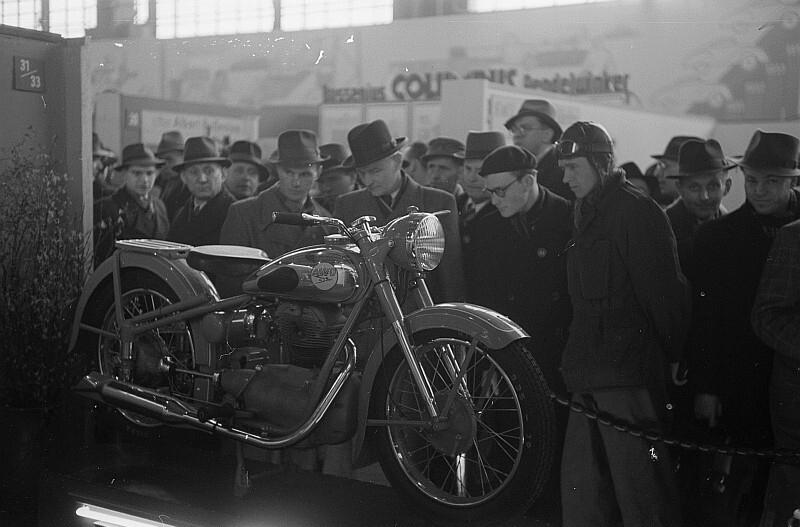
Messebesucher vor einem Motorrad AWO 425 (1951)

Awtowelo, kurz AWO, war eine (Deutsch-)Sowjetische Aktiengesellschaft (SAG bzw. SDAG), die hauptsächlich aus dem 1945 beschlagnahmten, enteigneten und umgewandelten BMW-Werk in Eisenach sowie der Jagdwaffenschmiede Simson in Suhl entstand.
Der Name Awtowelo ist eine Verkürzung aus dem russischen Begriff Awto-Welosiped (selbstfahrendes Veloziped). Zu Awtowelo gehörten außerdem die Elite Diamantwerke Siegmar-Schönau bei Chemnitz, die Feinmeßzeugfabrik Keilpart in Suhl, das Rheinmetallwerk in Sömmerda, die Kugellagerfabrik Böhlitz-Ehrenberg in Leipzig, die Uhren- und Maschinenfabrik Ruhla sowie das Werk von Fichtel & Sachs in Reichenbach im Vogtland. Ab 5. März 1947 hieß der Betrieb in Suhl Staatliche Aktiengesellschaft Awtowelo Werk vorm. Simson & Co, in Suhl (Thür.). Zu Awtowelo gehörte auch das Entwicklungswerk für Automobilbau Chemnitz mit den Beschäftigten der ehemaligen Zentralkonstruktion und Zentralversuchsanstalt der Auto Union AG.
Wenige Jahre nach Gründung der DDR (1949) wurde Awtowelo 1952 in den VEB Automobilwerk Eisenach überführt und das Entwicklungswerk für Automobilbau Chemnitz wurde zum VEB IFA Forschungs- und Entwicklungswerk.

## Motorräder

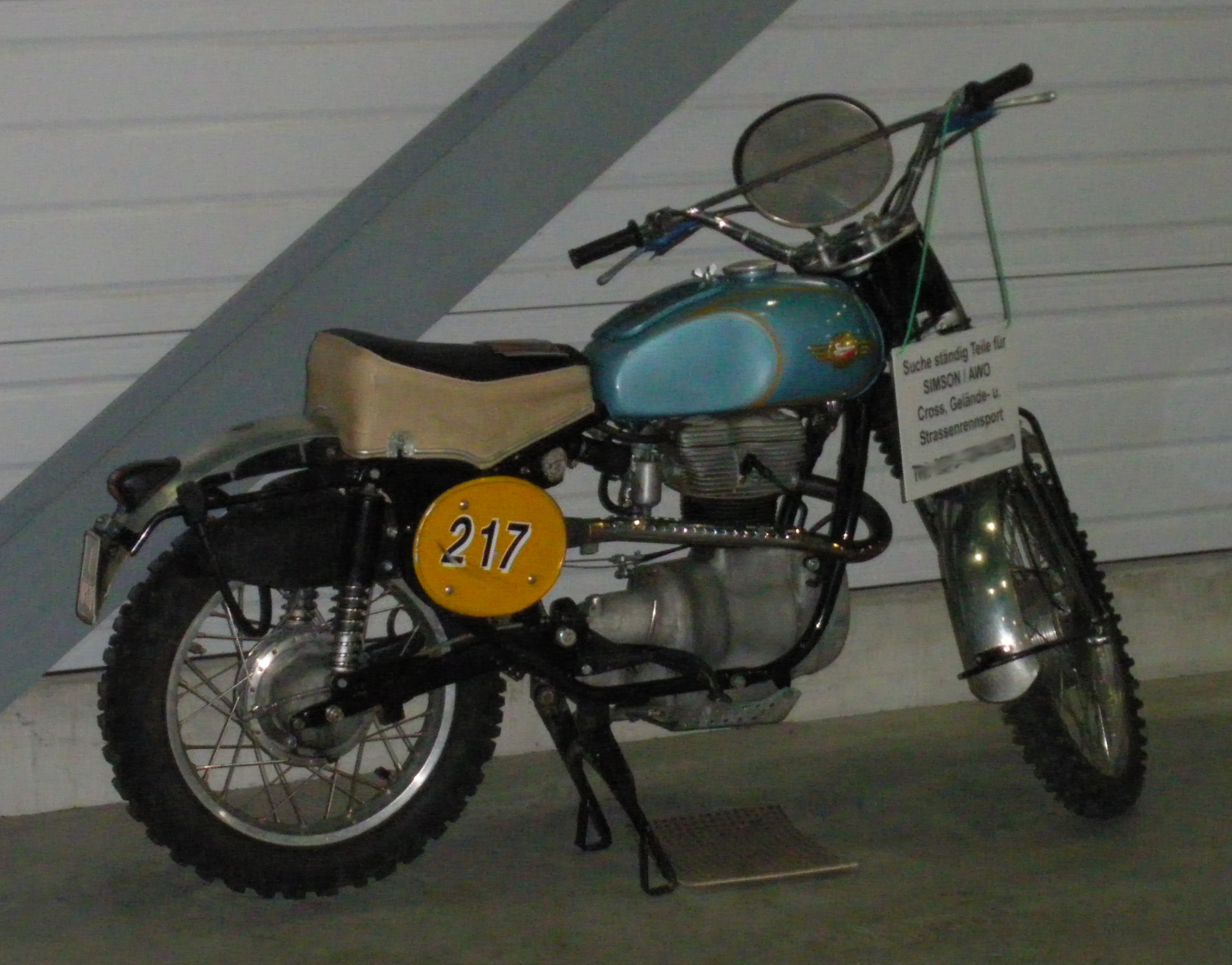
AWO GS 350, Baujahr 1960

Waffenherstellung war in Deutschland nach dem Ende des Zweiten Weltkriegs zunächst nicht erlaubt. Die Suhler Firma erhielt den Auftrag, ein Motorrad zu bauen, wörtlich übersetzt: Man baue ein Motorrad aus Eisen. Die AWO hatte daher in Kennerkreisen den Namen Eisenmotorrad. Die Ähnlichkeit der AWO 425 (Tourenversion) mit der 250er-BMW war deutlich und konnte nicht ihre Eisenacher Entwicklung leugnen. Bis 1961 wurde in Suhl (zuerst unter der Typenbezeichnung AWO, dann unter dem Markennamen Simson) ein 4-Takt-Krad mit 250 cm³ sowie Wettbewerbskleinserien mit 350 cm³ Hubraum (1957–1961) produziert. Zu Gunsten der 2-Takt-Kleinkrafträder wurde die Produktion der Motorräder aber eingestellt.
Merkmale der AWO 425 (es gab eine Tourenversion und eine Sportversion) waren: stehender Einzylinder-Viertaktmotor, Ventile über Stößel und Kipphebel angetrieben, Kardanantrieb, Beiwagentauglichkeit, 12 oder 14/15 PS.

## Automobile

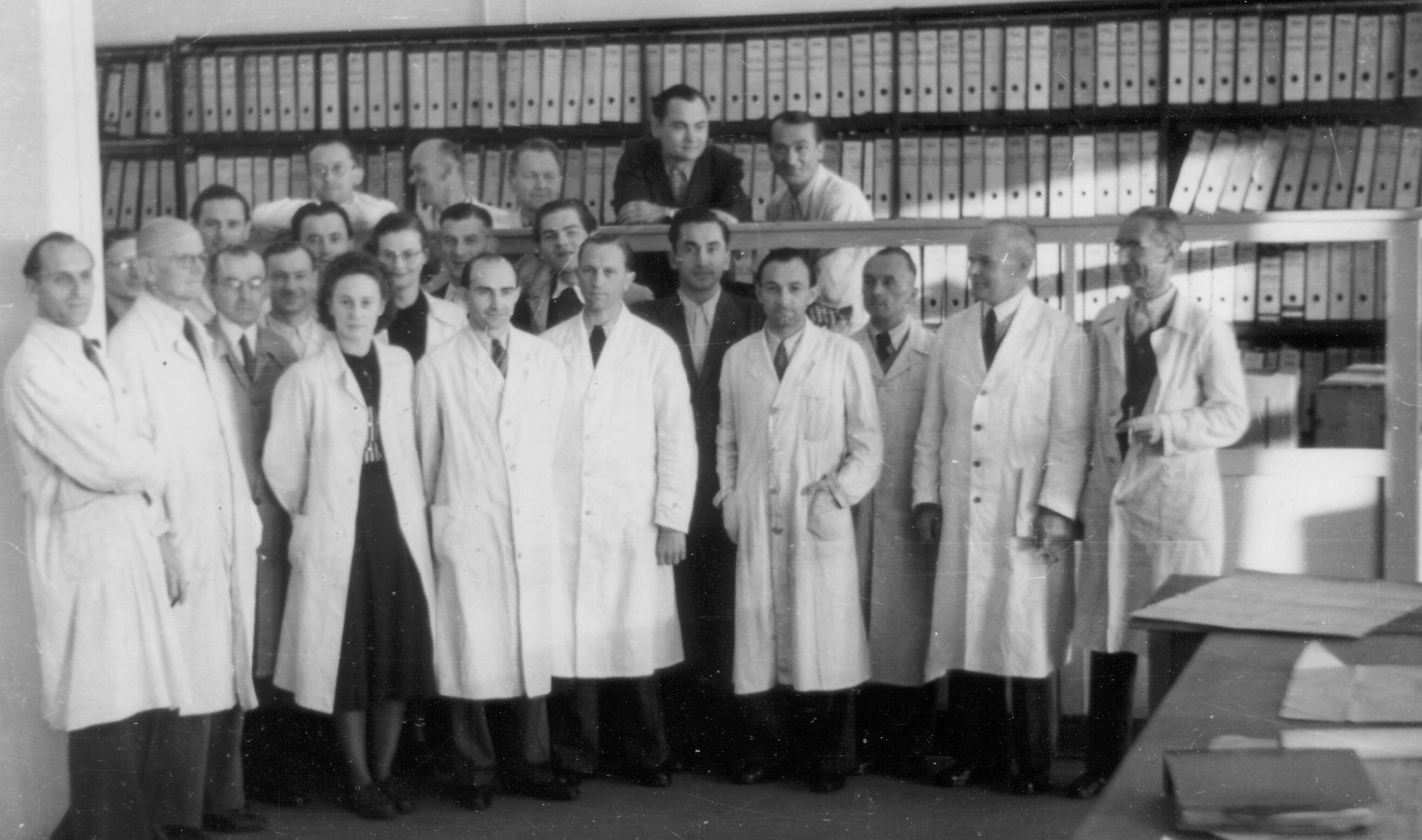
Das Awtowelo-Konstruktionsteam 1951

Awtowelo Entwicklungswerk für Automobilbau Chemnitz
Hier wurde zwischen 1949 und 1951 ein Rennwagen mit der Typenbezeichnung Awtowelo 650 (russische Bezeichnung Sokol 650) mit V12-Zylinder Viertakt-Vergasermotor und 152 PS entwickelt, von dem 2 Stück gebaut und in die Sowjetunion gebracht wurden. Sie kamen später zurück. Ein Exemplar befindet sich im Industriemuseum Chemnitz, das zweite, das zwischenzeitlich in Donington (England) war, ist im PS-Speicher in Einbeck ausgestellt.

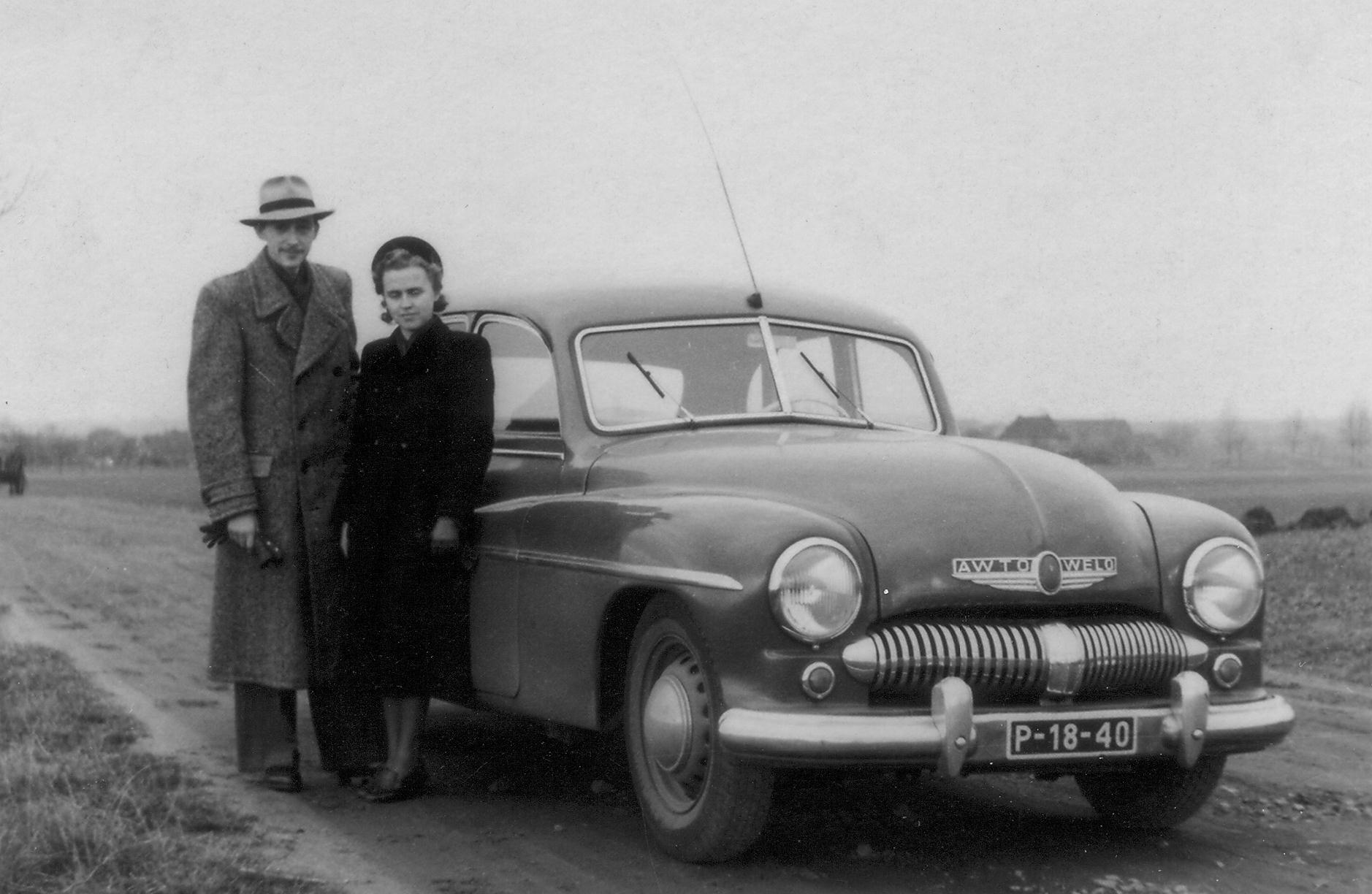
Awtowelo 351, daneben Siegfried Becker (einer der Konstrukteure bei Awtowelo) mit einer Kollegin von Awtowelo Zschopau.

Es wurde 1951 auch ein PKW Awtowelo 351 entwickelt, von dem aber nur ein Prototyp gebaut wurde, der nicht in die Fertigung ging.

## Fahrzeugmodelle (Auswahl)

### Motorräder
- AWO 425
- AWO 700
- AWO GS

### Automobile
- AWO/EMW 340